# 200 metros livre
200 metros livres é uma prova de natação de estilo livre normalmente executada no estilo crawl por ser o estilo mais rápido. 
A prova, quando surgiu, era considerada de fundo (resistência), mas com o passar do tempo e o desenvolvimento da natação, começou a aliar velocidade com resistência, e hoje é uma prova de meio fundo.

## Recordes mundiais masculinos

### Piscina longa (50 m)
| Tempo   | Nadador                   | Data                    |
| ------- | ------------------------- | ----------------------- |
| 2:28.6  | Freddy Lane               | 18 de agosto de 1902    |
| 2:26.8  | Zoltan Halmay             | 28 de junho de 1908     |
| 2:31.6  | Otto Scheff               | 11 de novembro de 1908  |
| 2:30.0  | Frank Beaurepaire         | 9 de setembro de 1910   |
| 2:25.4  | Charles Daniels           | 28 de março de 1911     |
| 2:21.6  | Norman Ross               | 24 de novembro de 1916  |
| 2:19.8  | Tedford Cann              | 10 de abril de 1920     |
| 2:15.6  | Johnny Weissmuller        | 26 de maio de 1922      |
| 2:15.2  | Johnny Weissmuller        | 9 de dezembro de 1925   |
| 2:08.0  | Johnny Weissmuller        | 5 de abril de 1927      |
| 2:07.2  | Jack Medica               | 12 de abril de 1935     |
| 2:06.2  | William Smith             | 12 de fevereiro de 1944 |
| 2:05.4  | Alex Jany                 | 20 de setembro de 1946  |
| 2:04.6  | John Marshall             | 31 de março de 1950     |
| 2:03.9  | Ford Konno                | 27 de fevereiro de 1954 |
| 2:03.4  | Jack Wardrop              | 4 de março de 1955      |
| 2:01.5  | Dick Hanley               | 8 de março de 1957      |
| 2:04.8  | John Konrads              | 18 de janeiro de 1958   |
| 2:03.2  | John Konrads              | 5 de maio de 1958       |
| 2:03.0  | Tsuyoshi Yamanaka         | 22 de agosto de 1958    |
| 2:02.2  | John Konrads              | 16 de janeiro de 1959   |
| 2:01.5  | Tsuyoshi Yamanaka         | 26 de julho de 1959     |
| 2:01.2  | Tsuyoshi Yamanaka         | 24 de junho de 1961     |
| 2:01.1  | Tsuyoshi Yamanaka         | 6 de agosto de 1961     |
| 2:00.4  | Tsuyoshi Yamanaka         | 20 de agosto de 1961    |
| 2:00.4  | Don Schollander           | 11 de agosto de 1962    |
| 2:00.3  | Bob Windle                | 21 de abril de 1963     |
| 1:58.8  | Don Schollander           | 27 de julho de 1963     |
| 1:58.5  | Don Schollander           | 17 de agosto de 1963    |
| 1:58.4  | Don Schollander           | 24 de agosto de 1963    |
| 1:58.2  | Hans-Joachim Klein        | 24 de maio de 1964      |
| 1:57.6  | Don Schollander           | 1 de agosto de 1964     |
| 1:57.2  | Don Schollander           | 29 de julho de 1966     |
| 1:56.2  | Don Schollander           | 19 de agosto de 1966    |
| 1:56.0  | Don Schollander           | 29 de julho de 1967     |
| 1:55.7  | Don Schollander           | 12 de agosto de 1967    |
| 1:54.8  | Don Schollander           | 30 de agosto de 1968    |
| 1:54.3  | Don Schollander           | 30 de agosto de 1968    |
| 1:54.3  | Mark Spitz                | 12 de julho de 1969     |
| 1:54.2  | Mark Spitz                | 4 de setembro de 1971   |
| 1:53.5  | Mark Spitz                | 10 de setembro de 1971  |
| 1:52.78 | Mark Spitz                | 29 de agosto de 1972    |
| 1:51.66 | Tim Shaw                  | 23 de agosto de 1974    |
| 1:51.41 | Bruce Furniss             | 18 de junho de 1975     |
| 1:50.89 | Bruce Furniss             | 18 de junho de 1975     |
| 1:50.32 | Bruce Furniss             | 21 de agosto de 1975    |
| 1:50.29 | Bruce Furniss             | 19 de julho de 1976     |
| 1:49.83 | Sergey Kopliakov          | 7 de abril de 1979      |
| 1:49.16 | Rowdy Gaines              | 11 de abril de 1980     |
| 1:48.93 | Rowdy Gaines              | 19 de julho de 1982     |
| 1:48.28 | Michael Gross             | 21 de junho de 1983     |
| 1:47.87 | Michael Gross             | 22 de agosto de 1983    |
| 1:47.55 | Michael Gross             | 8 de junho de 1984      |
| 1:47.44 | Michael Gross             | 29 de julho de 1984     |
| 1:47.25 | Duncan Armstrong          | 19 de setembro de 1988  |
| 1:46.69 | Giorgio Lamberti          | 15 de agosto de 1989    |
| 1:46.67 | Grant Hackett             | 23 de março de 1999     |
| 1:46.34 | Ian Thorpe                | 23 de agosto de 1999    |
| 1:46.00 | Ian Thorpe                | 24 de agosto de 1999    |
| 1:45.69 | Ian Thorpe                | 14 de maio de 2000      |
| 1:45.51 | Ian Thorpe                | 15 de maio de 2000      |
| 1:45.35 | Pieter van den Hoogenband | 17 de setembro de 2000  |
| 1:45.35 | Pieter van den Hoogenband | 18 de setembro de 2000  |
| 1:44.69 | Ian Thorpe                | 27 de março de 2001     |
| 1:44.06 | Ian Thorpe                | 25 de julho de 2001     |
| 1:43.86 | Michael Phelps            | 27 de março de 2007     |
| 1:42.96 | Michael Phelps            | 12 de agosto de 2008    |
| 1:42.00 | Paul Biedermann           | 28 de julho de 2009     |

### Piscina curta (25 m)
| Tempo   | Nadador          | Data                    |
| ------- | ---------------- | ----------------------- |
| 1:44.50 | Michael Gross    | 1 de dezembro de 1981   |
| 1:44.14 | Michael Gross    | 5 de fevereiro de 1988  |
| 1:43.64 | Giorgio Lamberti | 11 de fevereiro de 1990 |
| 1:43.28 | Ian Thorpe       | 1 de abril de 1999      |
| 1:42.54 | Ian Thorpe       | 17 de janeiro de 2000   |
| 1:41.10 | Ian Thorpe       | 2 de junho de 2000      |
| 1:40.83 | Paul Biedermann  | 16 de novembro de 2008  |
| 1:39.37 | Paul Biedermann  | 15 de novembro de 2009  |

## Recordes mundiais femininos

### Piscina longa (50 m)
| Tempo   | Nadadora              | Data                    |
| ------- | --------------------- | ----------------------- |
| 2:56.0  | Fanny Durack          | 4 de março de 1915      |
| 2:47.6  | Charlotte Boyle       | 25 de agosto de 1921    |
| 2:45.2  | Gertrude Ederle       | 4 de abril de 1923      |
| 2:40.6  | Martha Norelius       | 28 de fevereiro de 1926 |
| 2:34.6  | Helene Madison        | 6 de março de 1930      |
| 2:28.6  | Willy den Ouden       | 3 de maio de 1933       |
| 2:27.6  | Willy den Ouden       | 5 de maio de 1934       |
| 2:25.3  | Willy den Ouden       | 8 de setembro de 1935   |
| 2:24.6  | Rie van Veen          | 26 de fevereiro de 1938 |
| 2:21.7  | Ragnhild Hveger       | 11 de setembro de 1938  |
| 2:20.7  | Dawn Fraser           | 25 de fevereiro de 1956 |
| 2:19.3  | Lorraine Crapp        | 25 de agosto de 1956    |
| 2:18.5  | Lorraine Crapp        | 20 de outubro de 1956   |
| 2:17.7  | Dawn Fraser           | 10 de fevereiro de 1958 |
| 2:14.7  | Dawn Fraser           | 22 de fevereiro de 1958 |
| 2:11.6  | Dawn Fraser           | 27 de fevereiro de 1960 |
| 2:10.5  | Pokey Watson          | 19 de agosto de 1966    |
| 2:09.7  | Pamela Kruse          | 19 de agosto de 1967    |
| 2:09.5  | Susan Pedersen        | 6 de julho de 1968      |
| 2:08.8  | Edith Wetzel          | 2 de agosto de 1968     |
| 2:07.9  | Linda Gustavson       | 24 de agosto de 1968    |
| 2:06.7  | Debbie Meyer          | 24 de agosto de 1968    |
| 2:06.5  | Shane Gould           | 1 de maio de 1971       |
| 2:05.8  | Shane Gould           | 26 de novembro de 1971  |
| 2:05.21 | Shirley Babashoff     | 4 de agosto de 1972     |
| 2:03.56 | Shane Gould           | 1 de setembro de 1972   |
| 2:03.22 | Kornelia Ender        | 22 de agosto de 1974    |
| 2:02.94 | Shirley Babashoff     | 23 de agosto de 1974    |
| 2:02.94 | Shirley Babashoff     | 31 de agosto de 1974    |
| 2:02.27 | Kornelia Ender        | 15 de março de 1975     |
| 1:59.78 | Kornelia Ender        | 2 de junho de 1976      |
| 1:59.26 | Kornelia Ender        | 22 de julho de 1976     |
| 1:59.04 | Barbara Krause        | 2 de julho de 1978      |
| 1:58.53 | Cynthia Woodhead      | 22 de agosto de 1978    |
| 1:58.43 | Cynthia Woodhead      | 3 de julho de 1979      |
| 1:58.23 | Cynthia Woodhead      | 3 de setembro de 1979   |
| 1:57.75 | Kristin Otto          | 23 de maio de 1984      |
| 1:57.55 | Heike Friedrich       | 18 de junho de 1986     |
| 1:56.78 | Franziska van Almsick | 6 de setembro de 1994   |
| 1:56.64 | Franziska van Almsick | 3 de agosto de 2002     |
| 1:56.47 | Federica Pellegrini   | 27 de março de 2007     |
| 1:55.52 | Laure Manaudou        | 28 de março de 2007     |
| 1:55.45 | Federica Pellegrini   | 11 de agosto de 2008    |
| 1:54.82 | Federica Pellegrini   | 13 de agosto de 2008    |
| 1:54.47 | Federica Pellegrini   | 8 de março de 2009      |
| 1:53.67 | Federica Pellegrini   | 28 de julho de 2009     |
| 1:52.98 | Federica Pellegrini   | 29 de julho de 2009     |
| 1:52.85 | Mollie O'Callaghan    | 26 de julho de 2023     |

### Piscina curta (25 m)
| Tempo   | Nadadora              | Data                   |
| ------- | --------------------- | ---------------------- |
| 1:55.84 | Franziska van Almsick | 9 de janeiro de 1993   |
| 1:55.42 | Claudia Poll          | 1 de dezembro de 1995  |
| 1:54.17 | Claudia Poll          | 18 de abril de 1997    |
| 1:54.04 | Lindsay Benko         | 7 de abril de 2002     |
| 1:53.29 | Libby Lenton          | 19 de novembro de 2005 |
| 1:53.18 | Coralie Balmy         | 6 de dezembro de 2008  |
| 1:51.85 | Federica Pellegrini   | 14 de dezembro de 2008 |
| 1:51.17 | Federica Pellegrini   | 13 de dezembro de 2009 |